# 九龍坑山
九龍坑山（英語：Cloudy Hill，意譯合雲山或雲山）是香港新界北部的一座山峰，位於大埔以北、粉嶺東南，海拔440米。

## 名稱
九龍坑山因山腳西部的九龍坑而得名。此山有兩山峰，分別為主峰大山峒及副峰大山尾(419米)。

## 設施
九龍坑山山頂設有香港數碼地面電視廣播之主要發射站，服務馬鞍山、大埔區、粉嶺及上水等地。

## 地理
九龍坑山山腳東面的著名地點包括沙螺洞和鳳園。九龍坑山亦為衛奕信徑第八段之終點及第九段之起點，而香園圍公路連接粉嶺、沙頭角公路和香園圍邊境管制站。

## 意外
- 一名60歲男子行山期間，疑因天氣熱高達37度，在2021年5月23日期間不治。